# Supralapsarisme
Supralapsarisme (Latijn supra = eerder/voor, lapsus = zondeval) is een manier om de leer van de predestinatie te verklaren. De alternatieve manier is het infralapsarisme. Kort samengevat gaat het erover hoe de mens voorkomt in het besluit van Gods verkiezing (predestinatie), is dat in gevallen (infralapsarisme) of in ongevallen (supralapsarisme) staat.
Het supralapsarisme leert dat God eerst de uitverkiezing en de verwerping van de mensen besloten heeft, en daarna pas de schepping en de val. Iemand die deze theorie aanhangt wordt een supralapsarieër of een bovenvaldrijver genoemd. De supralapsariërs stellen het zo, zodat God dan op het hoogst uitkomt in Zijn soeverein welbehagen. (Dat betekent dat God als de schepper van de aarde en de mensen daarmee kan handelen naar Zijn goeddunken).

## Overeenkomsten met hetinfralapsarisme
- Zowel infra- als supralapsariërs geloven dat God alles van eeuwigheid besloten heeft, dus ook de val.
- Zowel infra- als supralapsariërs belijden dat God de mensen niet uitverkoren heeft om voorgezien geloof, maar naar Zijn welbehagen, dus dat de oorzaak van de predestinatie in God ligt.
- Zowel infra- als supralapsariërs belijden dat de mens geen vrije wil heeft, maar dat zijn wil totaal verdorven is.
- Zowel infra- als supralapsariërs belijden dat er geen tijdsduur in Gods besluiten (van eeuwigheid) is, zodat het voor- en na geen tijdsaanduiding is, maar een orde in besluiten.

Om dit nog eens helder te stellen: zowel infra- als supralapsariërs belijden dat de predestinatie plaatsvond in de eeuwigheid, voordat de tijd gemaakt werd en dus ook voor de val plaatsvond.

## Verschillen met hetinfralapsarisme
Volgens Jacobus Trigland bestaat het verschil in de definitie van het woord predestinatie:
De supralapsariërs nemen het woord predestinatie wat ruimer. Bij hen bevat dit niet alleen het besluit m.b.t. de voorbeschikking (verkiezing en verwerping) van de mens, maar ook van alle middelen die daarbij horen, zoals de schepping en de val, maar ook het mens worden van Christus.
De infralapsariërs nemen het woord predestinatie beperkter, en passen dit alleen toe op de verkiezing van de mens en de middelen die daarbij horen, zoals het mens worden van Christus. Daarom rekenen zij de schepping en de val tot de algemene voorzienigheid van God, maar niet tot de predestinatie.
De remonstranten probeerden van deze twee opvattingen, die toen beide getolereerd werden, gebruik te maken, door er een derde bij te voegen, namelijk: dat de mens in het besluit van Gods verkiezing zou voorkomen als gelovig of ongelovig en dat Gods beslissing (in de predestinatie) daarvan zou afhangen.
Hierbij kon de overeenkomst die er tussen infra- en supralapsariërs wel was, (namelijk dat God de mensen niet uitverkoren heeft om voorgezien geloof, maar naar Zijn welbehagen) niet blijven staan. Daarom hebben de infra- en supralapsariërs het samen opgenomen tegen de remonstranten op de Dordtse synode. Het is dus absoluut een misverstand dat het conflict dat op de Dordtse synode besproken werd zijn oorsprong vond in het verschil tussen infra- en supralapsariërs. Dat blijkt ook uit het feit dat de synode geen uitspraak in dit geschil heeft gedaan.

## Puntsgewijs
De logische volgorde van de besluiten in het supralapsarisme zijn:
1. Gods besluit tot verheerlijking van zichzelf door de verkiezing van sommigen en de verwerping van anderen.
2. Het besluit tot schepping van de gekozenen en verworpenen.
3. Het besluit om de zondeval toe te staan en
4. het besluit om in vergeving te voorzien voor de uitverkorenen door middel van Jezus Christus.

## Dordtse synode
Op de  Dordtse synode werd geen uitspraak gedaan over de juistheid van beide stellingen, maar beiden werden getolereerd. Wel wijst hoofdstuk 1, artikel 7 van de Dordtse leerregels op een infralapsarisch standpunt.
"Deze verkiezing is een onveranderlijk voornemen Gods, door hetwelk Hij vóór de grondlegging der wereld een zekere menigte van mensen, niet beter of waardiger zijnde dan anderen, maar in de gemene ellende met anderen liggende, uit het gehele menselijk geslacht, van de eerste rechtheid door hun eigen schuld vervallen in de zonde en het verderf, naar het vrije welbehagen van Zijn wil, tot de zaligheid, uit louter genade, uitverkoren heeft in Christus, Denwelken Hij ook van eeuwigheid tot een Middelaar en Hoofd van alle uitverkorenen, en tot een Fundament der zaligheid gesteld heeft. En opdat zij door Hem zouden zalig gemaakt worden, heeft Hij ook besloten hen aan Hem te geven, en krachtiglijk tot Zijn gemeenschap door Zijn Woord en Geest te roepen en te trekken, of met het ware geloof in Hem te begiftigen, te rechtvaardigen, te heiligen, en in de gemeenschap Zijns Zoons krachtiglijk bewaard zijnde, ten laatste te verheerlijken, tot bewijzing van Zijn barmhartigheid en tot prijs van de rijkdommen Zijner heerlijke genade. Gelijk geschreven is: God heeft ons uitverkoren in Christus, vóór de grondlegging der wereld, opdat wij zouden heilig en onberispelijk zijn voor Hem in de liefde; Die ons tevoren verordineerd heeft tot aanneming tot kinderen, door Jezus Christus in Zichzelven, naar het welbehagen van Zijn wil; tot prijs der heerlijkheid Zijner genade, door welke Hij ons begenadigd heeft in den Geliefde (Ef. 1:4-6). En elders: Die Hij tevoren verordineerd heeft, dezen heeft Hij ook geroepen; en die Hij geroepen heeft, dezen heeft Hij ook gerechtvaardigd; en die Hij gerechtvaardigd heeft, dezen heeft Hij ook verheerlijkt (Rom. 8:30)."

## Voetnoten
1. ↑  De recht-gematigde Christen, Jacobus Trigland, 90 bladzijden ISBN 978-9-066-99006-7 (vanaf bladzij 49)
2. ↑  Bakhuizen van den Brink 1946 deel 2 p. 188